# Owen Tudor Boyd
Air Marshal Owen Tudor Boyd (30 augustus 1889 – 5 augustus 1944) was een Britse officier van de British Royal Flying Corps (RFC) gedurende de Eerste Wereldoorlog. Boyd was officier in de Royal Air Force (RAF) aan het einde van de Eerste Wereldoorlog, gedurende het interbellum en de Tweede Wereldoorlog.

## Eerste jaren en Eerste Wereldoorlog
Boyd studeerde aan de  Royal Military Academy Sandhurst. Op 20 januari 1909 werd hij benoemd tot een positie op de unattached list voordat hij toetrad tot het Brits-Indische leger. Boyd was officier in de 5e Cavalerie van het Brits-Indische leger. 
Tijdens de Eerste Wereldoorlog, vanaf 25 april 1916, diende Boyd als officier bij de RFC. Later in 1916 diende hij als piloot aan het Westfront bij RFC-squadron nr. 27 en op 9 juli 1916 werd Boyd bevorderd tot Flight Commander.
Boyd bleef aan het Westfront en ontving diverse promoties. Op 26 oktober 1916 werd hij bevorderd tot Officer Commanding van een squadron en op 19 januari 1917 werd hij bevorderd tot Officer Commanding van RFC-squadron nr. 66.
In juni 1917 werd Boyd bevorderd tot Staff Officer en op 2 december was hij een Staff Officer, 2e klasse, RFC. In 7 juli 1918 werd Boyd benoemd tot Officer Commanding van de RAF-squadron nr. 72 in Mesopotamië.

## Interbellum
Vanaf 18 januari 1919 was Boyd een Officer Commanding en een Staff Officer (luitenant-kolonel). Op 1 augustus 1919 werd hij bevorderd tot majoor. Op 21 januari 1920 was Boyd een Staff Officer binnen de Mesopotamian Wing Headquarters. Hij was ook als een Staff Officer belast met het directeurschap van Operaties en Intelligentie. 
Op 23 oktober 1922 werd Boyd benoemd tot een Officer Commanding van de RAF-squadron nr. 24. Op 26 februari 1923 werd hij benoemd tot Commandant van de Militaire Samenwerking wat hij bleef tot januari 1936 toen hij werd toegevoegd aan de Staff College in Camberley. Op 21 januari 1928 werd hij toegevoegd aan de staf van de Army Staff College, Camberley.
Op 4 januari 1930 werd Boyd plaatsvervangend directeur voor Stafaangelegenheden. Op 7 augustus 1931 werd hij Officer Commanding van de RAF Aden. Op 14 april 1934 werd hij benoemd tot Secretary of State for Air voor het Hoofdkwartiers Gevechtsgebied en op 24 oktober 1935 was Boyd een Air Officer Commanding, Central Area.
Op  1 mei 1936 werd Boyd bevorderd tot Air Commodore van de RAF-groep nr. 1. In december 1936 werd hij benoemd tot directeur van Personeelsdiensten bij het ministerie van Luchtvaart.

## Tweede Wereldoorlog
In 1938 werd Boyd bevorderd tot Air Vice-Marshal en werd benoemd tot opperbevelhebber RAF Balloon Command. Op 1 december 1940 werd hij vervangen door Air Marshal Sir Leslie Gossage. 
Boyd werd toen bevorderd tot Air Marshal en benoemd tot plaatsvervanger van de Air Officer Commanding-in-Chief in het Midden-Oosten.
Op weg naar Egypte moest Boyd stoppen op Malta. Het vliegtuig waar hij en zijn staf in zaten werd door Italiaanse gevechtsvliegtuigen gedwongen te landen op Sicilië. Na vernietiging van de geheime papieren door zijn eigen vliegtuig in brand te steken werd Boyd krijgsgevangene. Hij bracht het grootste gedeelte van de oorlog door als krijgsgevangene in Castello di Vincigliata vlak bij Florence in Italië.
Toen Italië in september 1943 capituleerde, maakten Boyd en twee Britse generaals (Philip Neame en Richard O'Connor, beide in 1941 gevangengenomen in Noord-Afrika) van de verwarring gebruik en ontsnapten aan de Italiaanse bewakers. Na een tijd op het Italiaanse platteland door te hebben gebracht bereikten de drie mannen de geallieerde linies. 
Boyds leven nam een wending na zijn gevangenschap in Italië en terugkeer in Groot-Brittannië. Aan het einde van juli 1944 scheidde hij van zijn vrouw en een kleine week later, op 5 augustus 1944, stierf Boyd aan een hartaanval. 

## Decoraties
- Lid in de Orde van het Bad
- Officier in de Orde van het Britse Rijk
- Military Cross
- Air Force Cross